# Varg Veum – Törnrosa
Varg Veum – Törnrosa (norska Varg Veum – Tornerose) är en norsk-dansk thriller från 2008 i regi av Erik Richter Strand med Trond Espen Seim i huvudrollen som Varg Veum. Filmen släpptes direkt på DVD den 12 november 2008 och är den andra filmen i filmserien om privatdetektiven Varg Veum. Filmen är baserad på boken Törnrosa sov i hundra år (Tornerose sov i hundre år) från 1980 av författaren Gunnar Staalesen.

## Handling
16-åriga Lisa, en rikemansdotter, och hennes pojkvän Peter har rymt hemifrån till Köpenhamn. Varg Veum anlitas av ungdomarnas föräldrar för att hitta dem. Varg finner Lisa som är prostituerad i Köpenhamns knarkkvarter. Han hittar även Peter, mördad på ett hotellrum. För att hitta mördaren börjar Varg gräva i de båda familjernas förflutna. Det finns mycket som de inblandade familjerna inte vill ska komma fram...

## Om filmen
Filmen är inspelad i Bergen, Hordaland i Norge samt inledningen i Köpenhamn, Danmark.

## Rollista (urval)
- Trond Espen Seim - Varg Veum
- Bjørn Floberg - Jacob Hamre
- Kathrine Fagerland - Anna Keilhaug
- Endre Hellestveit - Jan Isachsen
- Julie Rusti - Lisa Halle
- Marianne Nielsen - Vigdis Halle
- Bjørn Willberg Andersen - Niels Halle
- Ågot Sendstad - Vera Werner
- Stig R. Amdam - Håkon Werner